# Volcano (Hawaii)
Volcano és una concentració de població designada pel cens dels Estats Units a l'estat de Hawaii. Segons el cens del 2000 tenia 2.231 habitants.

## Demografia
Segons el cens del 2000, Volcano tenia 2.231 habitants, 896 habitatges, i 498 famílies La densitat de població era de 15,21 habitants per km².
Dels 896 habitatges en un 24,6% hi vivien nens de menys de 18 anys, en un 41,4% hi vivien parelles casades, en un 9,5% dones solteres, i en un 44,4% no eren unitats familiars. En el 34,7% dels habitatges hi vivien persones soles el 7,5% de les quals corresponia a persones de 65 anys o més que vivien soles. El nombre mitjà de persones vivint en cada habitatge era de 2,25 i el nombre mitjà de persones que vivien en cada família era de 2,92.
Per edats la població es repartia de la següent manera: un 20,3% tenia menys de 18 anys, un 6,7% entre 18 i 24, un 30,8% entre 25 i 44, un 30,3% de 45 a 64 i un 11,9% 65 anys o més.
L'edat mediana era de 41,3 anys. Per cada 100 dones hi havia 116,18 homes. Per cada 100 dones de 18 o més anys hi havia 125,22 homes.
La renda mediana per habitatge era de 35.977 $ i la renda mediana per família de 44.432 $. Els homes tenien una renda mediana de 30.929 $ mentre que les dones 31.679 $. La renda per capita de la població era de 18.913 $. Aproximadament el 10,4% de les famílies i el 14,3% de la població estaven per davall del llindar de pobresa.

## Poblacions més properes
El següent diagrama mostra les poblacions més properes.